# Braunhof (Böbingen an der Rems)
Der Braunhof ist ein Wohnplatz der Gemeinde Böbingen an der Rems im Ostalbkreis in Baden-Württemberg.

## Beschreibung
Der Einzelhof liegt etwa eineinhalb Kilometer nordöstlich von Unterböbingen. Unweit nördlich befindet sich der Weiler Brackwang, etwas westlich liegt der Krausenhof.
Etwas nördlich des Braunhofs liegt die Schönhardter Klinge, ein Oberlauf des in den Hackbankbach mündenden Espenbach.
Naturräumlich liegt der Ort im Vorland der östlichen Schwäbischen Alb, genauer auf den Liasplatten über Rems und Lein. Der Untergrund besteht aus der Jurensismergel-Formation.

## Geschichte
Der Hof wurde erstmals 1806 erwähnt. Er gehörte zur Gemeinde Unterböbingen.